# ホルヘ・ニューベリー

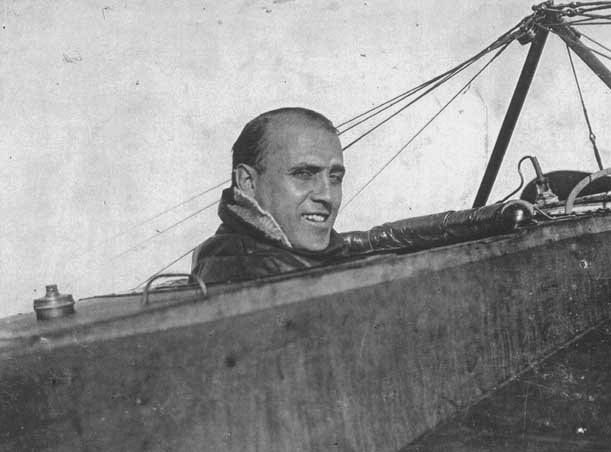
ホルヘ・アレハンドロ・ニューベリー

ホルヘ・アレハンドロ・ニューベリー（Jorge Alejandro Newbery、1875年5月29日 - 1914年3月1日）は父親がアメリカ人のアルゼンチンの航空の先駆者である。アルベルト・ブラニフ（Alberto Braniff ）、ホルヘ・チャベスらと並んで初期の南米のパイロットの一人である。
父親はニューヨークから南北戦争後にアルゼンチンに移住した歯科医である。1909年4月9日、アルゼンチンの新聞 Buenos Aires El Nacionalに、"Aeronautica"と題する航空に関する最初の記事を書いた。それまでにホルヘは気球のパイロットとして4度アルゼンチン上空を飛行していたが、飛行機についてはまだ見たこともなかった。
兄弟のエドゥアルド・ニューベリーもアルゼンチンの航空の先駆者で、ホルヘも設立に寄与したアルゼンチン航空クラブのメンバーであったが、1908年のアルゼンチン最初の軽気球の事故で死亡した犠牲者の1人となった。ホルヘはアルゼンチン飛行クラブの副会長であったが、エドゥアルドの死により副会長をやめた。家族に一旦は飛行もやめると約束したがその約束は守られなかった。
1909年1月24日に気球による最初のアルゼンチン一周飛行を行い、4月2日に2回目の飛行を行った。1909年にはアルゼンチン飛行クラブの会長に選ばれた。1910年にはブエノスアイレスで開かれた国際博覧会（Exposicion Internacional del Centenario ）に参加し、観客をのせて気球で会場上空を飛行した。
1910年頃には、飛行機がアルゼンチンに入ってくるようになり、ホルヘも最初のパイロットの1人になった。1912年にアルゼンチンは南米で最初に空軍を設立するが、ホルヘも空軍の創設を推進した。
1914年3月1日、メンドーサで墜落事故を起こし、死亡した。
ホルヘ・ニューベリーの名前はブエノスアイレスの第2の空港、ホルヘ・ニューベリー空港に命名された。

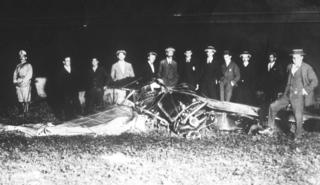
事故の様子
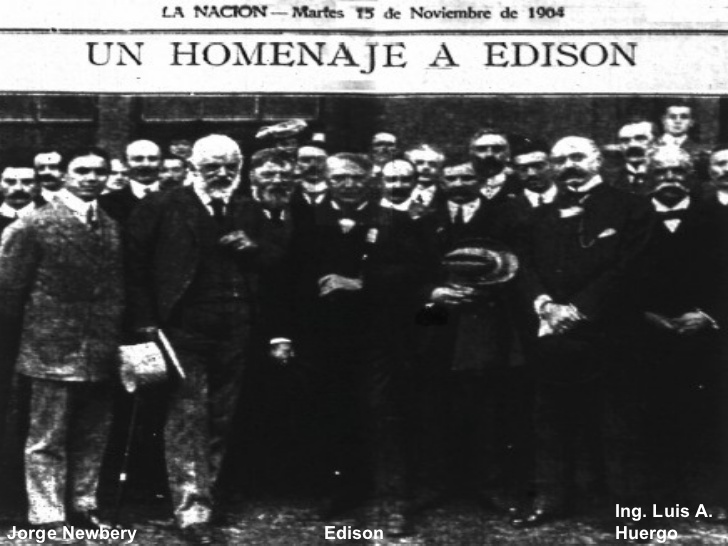
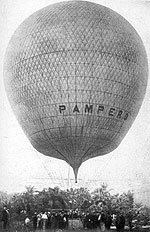
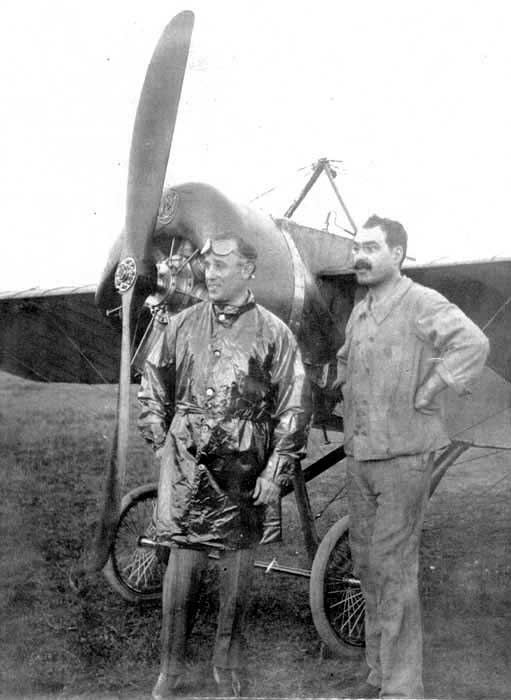